# Luisín Landáez
Luis Felipe Landáez Requena (* 17. August 1931 in Higuerote; † 16. November 2008 in Peñalolén), unter seinem Künstlernamen Luisín Landáez bekannt, war ein venezolanisch-chilenischer Sänger und galt als der König der Cumbia (el rey de la cumbia).
Landáez wuchs in Caracas auf und arbeitete in der mechanischen Werkstatt seiner Familie. Daneben widmete er sich der Musik, gewann mehrere Radiowettbewerbe und begann im Alter von 21 Jahren eine professionelle musikalische Laufbahn. Er sang mit Billo Frómetas Caracas Boys und dem Orchester von Luis Alfonzo Larrain und trat Ende der 1950er Jahre mit Stars wie Benny Moré, Agustín Lara, Tito Puente und Nat King Cole auf.
Ab 1960 tourte er durch Kolumbien, Ekuador, Peru und Chile, wo er sich 1962 niederließ. Er arbeitete mit Musikern wie Palmenia Pizarro, Ginette Acevedo und Óscar Arriagada und wurde einer der erfolgreichsten und einflussreichsten Vertreter kreolischer Musik und einer der Verantwortlichen für den Erfolg der Cumbia in Chile. Berühmt wurden Titel wie La Piragus und Macondo.
Nach dem Militärputsch 1973 in Chile verließ Landáez das Land. Erst nach der Wiederherstellung der Demokratie 1990 kehrte er dorthin zurück und war weiter bis 2004 als Musiker aktiv. Er starb 2008 an den Folgen eines Diabetes.